# Paolo Seganti
Paolo Seganti (nacido el 20 de mayo de 1964 en Rovereto, Trentino, Italia), es un actor y modelo italiano, conocido por interpretar a Damian Grimaldi en la telenovela de la CBS As the World Turns..

## Trayectoria
Seganti es conocido por su interpretación de Damian Grimaldi en la telenovela estadounidense As the World Turns. Interpretó el papel de 1993 a 1997, y regresó brevemente en 2001, 2006 y de 2009 a 2010. En el 2013 apareció en la telenovela One Life to Live como Arturo Bandini.
En 1996, Seganti debutó en la televisión en horario de máxima audiencia en la comedia The Nanny. Ese mismo año debutó en la gran pantalla con un pequeño papel en Todos dicen I love you, dirigida por Woody Allen. En Italia, apareció en Último (1998), dirigida por Stefano Reali; Caraibi (1999), dirigida por Lamberto Bava; Té con Mussolini (1999), dirigida por Franco Zeffirelli; Le Stagioni del Cuore (2003), dirigida por Antonio Luigi Grimaldi; y la miniserie de televisión Ho sposato un calciatore (2005), dirigida por Stefano Sollima.. En 2007, Seganti interpretó a Martino Ristori en la miniserie de ocho episodios de Canale 5 La figlia di Elisa - Ritorno a Rivombrosa, dirigida por Stefano Alleva. En 2008 apareció en la película Carnera – The Walking Mountain, dirigida por Renzo Martinelli y más tarde en la adaptación televisiva Carnera – Il campione più grande (Carnera, el mayor campeón).

## Filmografía

### Películas
- LA Confidential como Johnny Stompanato, dirigida por Curtis Hanson (1997)
- Té con Mussolini, dirigida por Franco Zeffirelli (1999)
- Signora, dirigida por Francesco Laudadio (2004)
- Carnera: The Walking Mountain, dirigida por Renzo Martinelli (2008)
- El último desfile de modas (2011)
- Todos los hijos de Dios (2012)

### Televisión
- Mientras el mundo gira como Damian Grimaldi (1993–1997, 2001, 2006, 2009–2010)
- Ultimo (miniserie de televisión), dirigida por Stefano Reali (1998)
- Caraibi, dirigida por Lamberto Bava como Ippolito Albrizzi (1999)
- Último – La Sfida, dirigida por Michele Soavi (1999)
- sexo y señora X , dirigida por Arthur Allan Seidelman (2000)
- Largo cabrestante como Largo cabrestante (2001-2003)
- CSI: Miami - Episodio: "Una mente horrible", dirigido por Greg Yaitanes (2002)
- Ultimo – L'Infiltrato, dirigida por Michele Soavi (2004)
- Le Stagioni del Cuore (serie de televisión), dirigida por Antonio Luigi Grimaldi (2004)
- ER - Episodio: "Two Ships" como Adrian Sianis, dirigido por Christopher Chulack (2005)
- Ho sposato un calciatore ( Me casé con un futbolista ) como Bruno Caracci, dirigida por Stefano Sollima (2005)
- The Closer - Episodio: "Regusto" como Paul Bivas (2006)
- La figlia di Elisa - Ritorno a Rivombrosa, dirigida por Stefano Alleva (2007)
- Carnera – Il campione più grande, dirigida por Renzo Martinelli (2008)
- Adiós, Sally, dirigida por Paul Leyden (2009)
- Sei passi nel giallo: Omicidio su misura, dirigida por Lamberto Bava
- Inspector Rex - Episodio: "Vendetta", dirigido por Andrea Costantini (2011)
- Una vida para vivir como Arturo Bandini (2013)

### Cortos
- L'ultima volta, dirigida por Andrea Costantini (2008) – Duración : 9 min. – 35 mm

## Vida personal
Seganti tiene cinco hijos con su esposa, Carlotta. Es dueño y opera un restaurante italiano llamado La Pergoletta en Los Feliz, Los Ángeles .